# UFC on ESPN: Kattar vs. Ige
UFC on ESPN: Kattar vs. Ige (também conhecido como UFC on ESPN 13) foi um evento de MMA produzido pelo Ultimate Fighting Championship no dia 15 de julho de 2020, na Yas Island em Abu Dhabi.

## Background
O evento será o segundo de quatro eventos programados para ocorrer na Yas Island em Julho de 2020, como tentativa de facilitar o deslocamento de lutadores fora dos Estados Unidos devido às restrições de viagens causadas pela pandemia do COVID-19.
Uma luta no peso pena entre Calvin Kattar e Dan Ige é esperada pera servir de luta principal da noite.
Uma luta no peso médio entre John Phillips e Duško Todorović era esperada para ocorrer no UFC Fight Night: Woodley vs. Edwards. Entretanto, o evento foi cancelado devido à pandemia do coronavírus e foi remarcada para o Cage Warriors 113, após o presidente da organização oferecer ajuda acatando algumas lutas do UFC. Porém, Todorović se retirou da luta devido à problemas para viajar devido à pandemia. A luta foi remarcada para este evento. em 8 de julho, Todorović se retirou novamente do card, desta vez devido a problemas médicos. Ele foi substituído pelo estreante Khamzat Chimaev.
Uma luta no peso galo entre Pedro Munhoz e o ex-campeão peso leve do UFC Frankie Edgar era esperada para ocorrer neste evento. Porém, em 6 de julho foi anunciado que Pedro Munhoz havia testado positivo para COVID-19 e a luta foi retirada do card. A luta foi remarcada para o UFC 252.
Uma luta no peso meio-pesado entre Vinicius Moreira e Modestas Bukauskas era esperada para este evento. Entretanto, Moreira testou positivo para COVID-19 e foi removido do card. Ele foi substituído por Andreas Michailidis.

## Bônus da Noite
- Luta da Noite:  Mounir Lazzez vs.  Abdul Razak Alhassan
- Performance da Noite:  Khamzat Chimaev,  Lerone Murphy e  Modestas Bukauskas